# Sant Nicolau d'Ordis
Sant Nicolau d'Ordis és una església del municipi d'Ordis inclosa en l'Inventari del Patrimoni Arquitectònic de Catalunya.

## Descripció

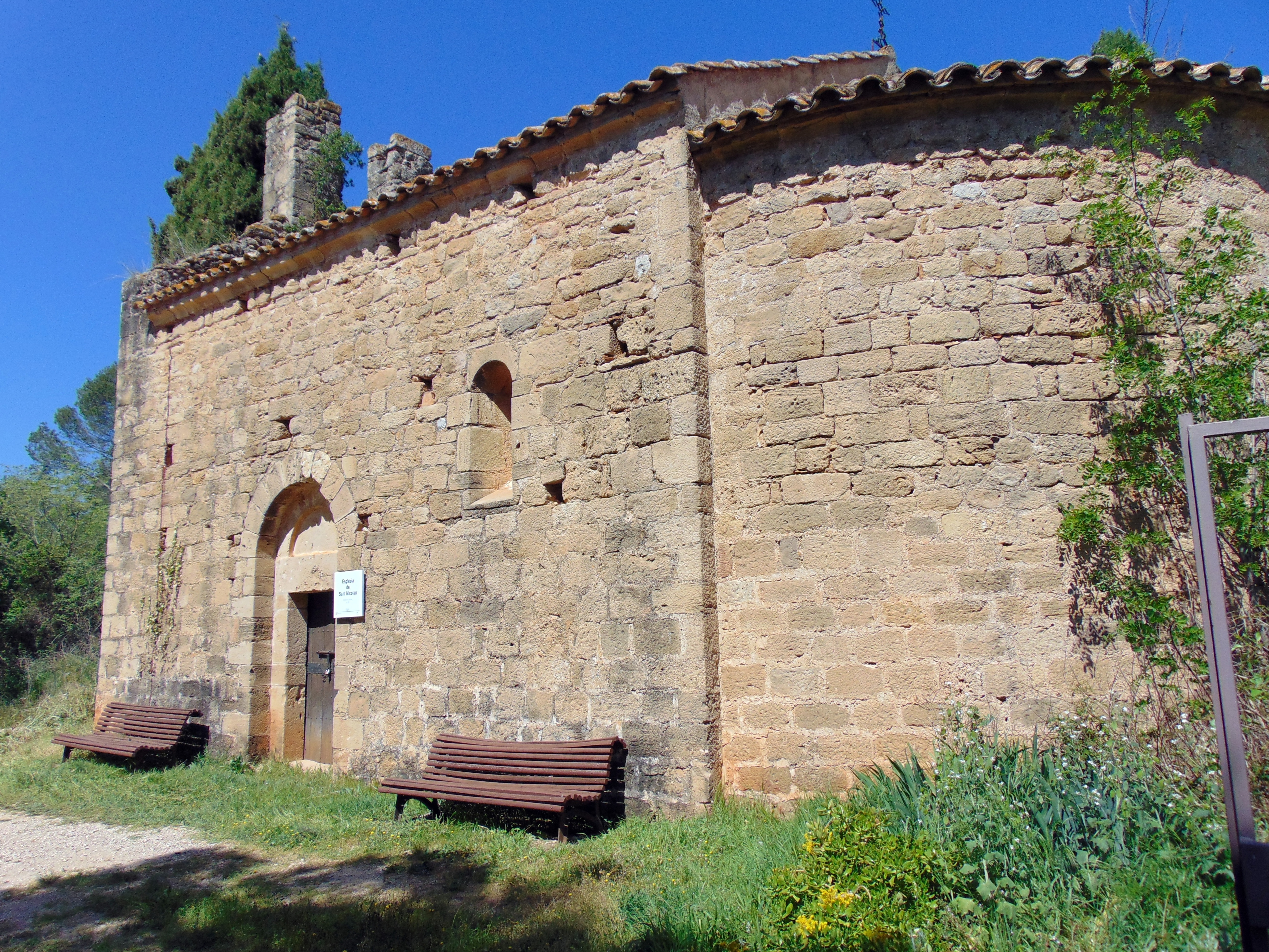

L'església de Sant Nicolau es troba a uns dos quilòmetres al sud d'Ordis. És una església d'una nau amb absis semicircular. La portalada romànica és de dos arcs en degradació, llinda i timpà llis. També es conserven dues finestres, amb arc de mig punt i de doble esqueixada a l'absis i a migdia. Damunt de la testera trobem un campanar, del qual només en queden tres pilastres. La volta de la nau és apuntada i ametllada la del presbiteri. La teulada ha estat renovada; sota mateix hi ha una cornisa encorbada. L'aparell és de carreus ben escairats i afilerats, de pedra sorrenca.

## Història
La portalada principal va estar tapiada durant molt de temps, i es va fer una entrada a la façana principal, però els anys noranta els treballs de restauració van fer que aquesta porta moderna es tapiés, i tornés a ser l'entada principal.